# Ferkane
Ferkane est une commune de la wilaya de Tébessa en Algérie.